# 倫敦塔 (馬)
倫敦塔，是日本純種競賽馬匹。生涯活躍於短途賽事，曾於2019年勝出短途馬錦標。

## 出賽前
2015年2月9日出生於北海道日高町Darley Japan牧場，並直接歸屬牧場擁有人，即阿聯酋總理兼副總統、杜拜謝赫穆罕默德·本·拉希德·阿勒馬克圖姆酋長旗下。
其後交由美浦訓練中心練馬師藤澤和雄訓練。

## 競賽生涯

### 2歲
2017年7月29日出戰札幌競馬場2歲新馬戰，比賽臺中一直保持領放姿態，進入直路後仍然可以保持速度，最終拉開後方2 1/2馬位取得首勝。
其後出戰公開賽三葉草賞，本次比賽採用後上戰術下一直以慢速等待時機，進入直路後其成功加速衝出一度取得領先，然而於最後關頭被Double Sharp反超，以3/4馬位差距落敗。
9月23日出戰桔梗錦標，比賽初段繼續保持於中團靠後位置，進入直路後憑借優秀的加速力一舉突放，超越所有對手下以3 1/2馬位優勢大勝。
11月4日出戰京王盃兩歲錦標，本次比賽進佔中團靠前位置，並於比賽途中維持穩定的節奏以保留體力。進入直路後，其隨即加速並發揮優秀的末腳，最終轟出後600米33.2秒的速度下瞬間將前方對手蠶食，以拋離第二的Cassius 2馬位的姿態奪得首個分級賽冠軍。
其後出戰朝日盃未來錦標，本次比賽其處於約莫第七的位置展開推進，進入直路後閃入內欄位置發力加速，然而未能追上前方一早衝出的野田優驥下更被後上馬絕嶺之峽超越，最終僅以第三完賽。

### 3歲
2018年3月17日，由於日本中央競馬會承認由穆罕默德·本·拉希德·阿勒馬克圖姆酋長所創立之賽馬機構高多芬於日本的馬主身份，其所有權由酋長個人名義轉移至高多芬旗下。
4月14日其出戰雅靈頓盃作爲年度首戰，再度於直路上展現其優秀且銳利的爆發力，成功發力下一舉超越前方所有對手，最終以破紀錄的1分33.4秒完賽時間贏得第二個分級賽冠軍。

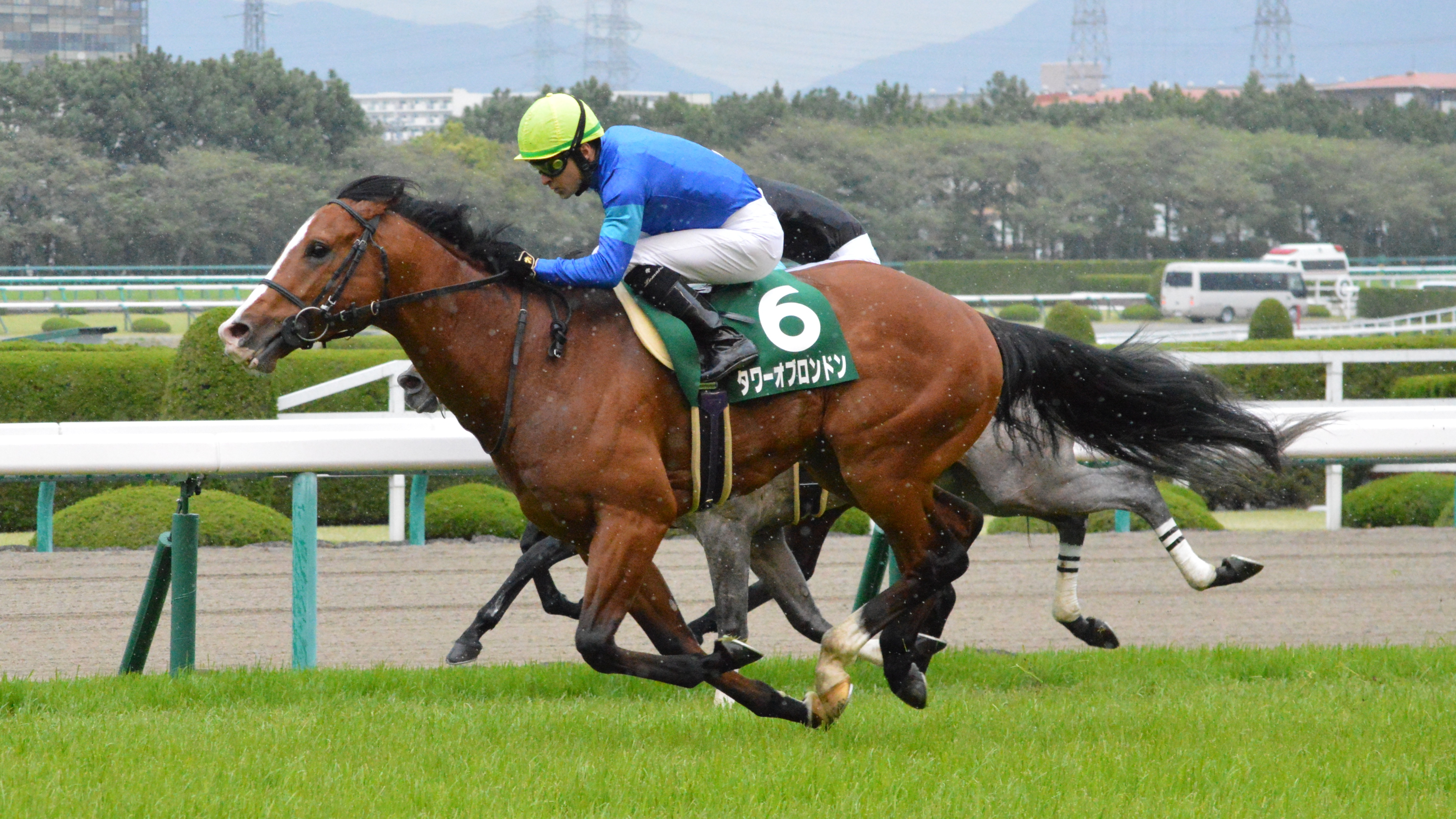
出戰雅靈頓盃的倫敦塔

其後出戰NHK一哩賽，由於其贏得前哨戰，因而於賽前獲得第日人氣。比賽開始後，其因出閘後稍爲失去平衡而落後，無法搶佔位置下於後方追走。進入直路後，其仍然處於後方位置，但一直無法突破之下沉底，最終以第十二大敗。
由於NHK一哩賽的大敗，原定遠征英國的計劃被取消，取而代之的安排爲安田紀念。然而於賽前4日，其體態突然出現問題，最終於陣營謹慎商討下避戰。
11月24日於首都錦標復出，比賽途中於直路不斷加速爬升，最終僅以頸位敗於意式美食取得第二。

### 4歲
2019年以東京新聞盃作爲首戰，雖然賽前獲得第二人氣，但於比賽途中受到體重增加的影響下，其無法於直路順利衝出，最終以第五完賽。
其後出戰京王盃春季盃，改由來日客串的連達文策騎。比賽開始後，其順應騎師連達文的指揮保持於中團位置等待時機，進入直路後以優勢的反應於外檔衝出，最終以3/4馬位壓贏第二的米蘭機場再度取得冠軍。
贏得京王盃春季盃後並未出戰安田紀念，而是以函館短途錦標作爲調整。賽前由於六匹賽駒陷入禁藥風波被排除於名單外，因而本次比賽僅得七匹賽駒參與。比賽開始後，其於隊伍後方位置追走，雖然於直路跑出全場最快末腳，但最終仍然未能超越前方領放的合成國王及Aster Pegasus以第三完賽。
其後出戰堅蘭盃，比賽途中再度選擇留後之下於直路爆發末腳，可惜未能超越野田重擊下僅能和米蘭機場以平頭姿態衝線，而根據賽後的照片判定，其以細微的優勢擊敗對手獲得第二。
9月8日出戰人馬錦標，賽前壓贏高松宮紀念冠軍曲調夫子取得第一人氣。比賽開始後，其仍然選擇拿手的居中戰術於約莫第七的位置推進，並於比賽途中維持穩定的節奏。進入直路後，其開始逐步發力，於最後400米進入狀態不斷衝刺，最終瞬間超越前方的賽駒下繼續拉開距離，以3馬位優勢及破紀錄的1分6.7秒完賽時間獲勝。
9月29日乘勢出戰短途馬錦標，主戰騎師李慕華原定選擇策騎另一匹由其主戰的賽駒放聲歡呼，因而改由濱中俊代打策騎，但於放聲歡呼因左前腳發炎避戰下，李慕華得以繼續執繮。比賽開始後，前方由第三人氣魔族閃焰帶出領放，第一人氣野田重擊於中團位置推進，而倫敦塔則於再後方等待時機。通過彎道後，雖然其仍然維持較慢的節奏於後方，但開始有逐步發力向前的趨勢，並於通過最後彎道時和野田重擊並排。進入直路後，其於外檔位置成功發揮末腳速度，不但壓制一同衝出的野田重擊，更可以一舉加速不斷朝前方狂奔，最終超越領放的魔族閃焰下以1/2馬位優勢取得首個一級賽冠軍，爲騎師李慕華帶來首個短途馬錦標優勝外，亦令馬主高多芬達成連霸。

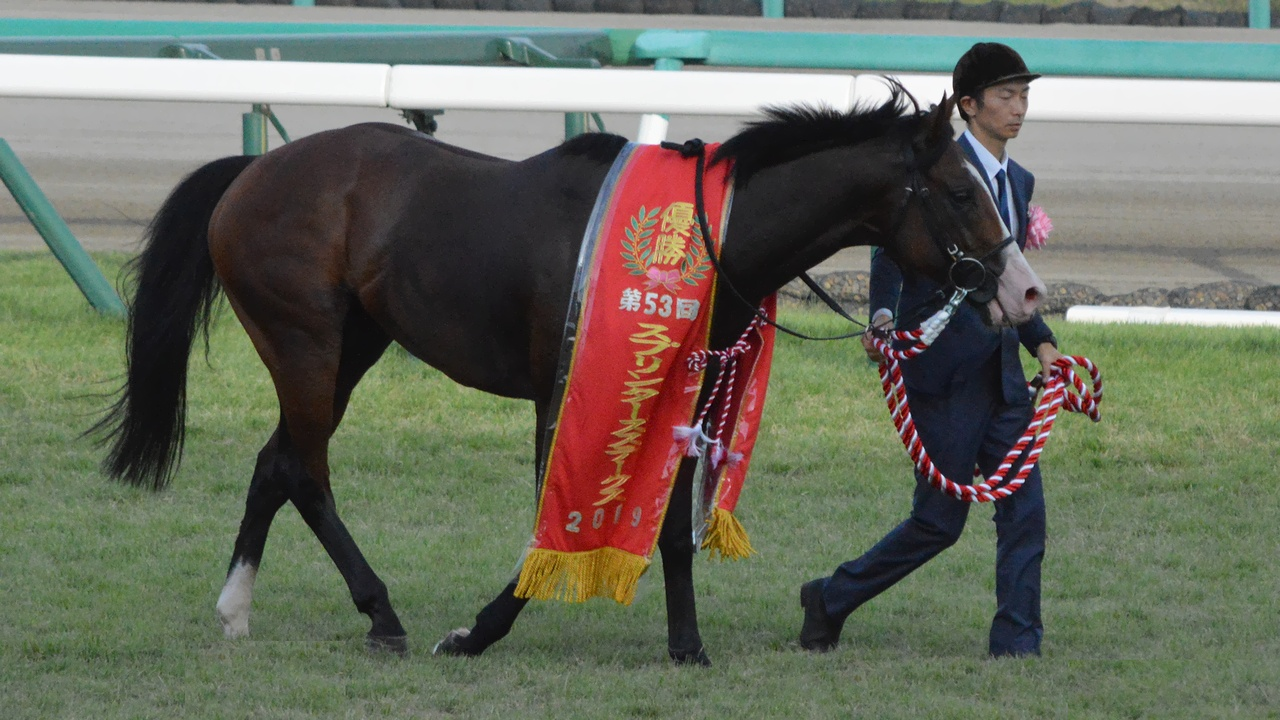
短途馬錦標頒獎儀式

### 5歲
2020年以海洋錦標作爲起動，比賽初段採取居中戰術下雖然於途中爬升至到第六的較前的位置，但於直路上仍然被前方的野田重擊及純美化身拉開，最終僅獲得第三。
然而其後未能保持優秀及穩定的表現，於高松宮紀念以第十二大敗後，再於京王盃春季盃僅以第八完賽。
放草約7個月後，陣營安排其遠征香港出戰香港短途錦標，然而狀態未回復下以尾二第十三慘敗。
回國後，陣營宣佈安排其退役，並於12月24日取消日本中央競馬會的賽駒註冊。

### 詳細賽績
| 日期       | 舉辦國家/地區 | 馬場 | 距離   | 級別 | 賽事名稱       | 負重 | 騎師     | 馬號 | 出馬 | 名次 | 時間    | 頭馬（二馬）      |
| ---------- | ------------- | ---- | ------ | ---- | -------------- | ---- | -------- | ---- | ---- | ---- | ------- | ----------------- |
| 29/7/2017  | 日本          | 札幌 | 草1500 |      | 2歲新馬        | 54   | 李慕華   | 8    | 9    | 1    | 1:30.4  | （櫻酒王）        |
| 20/8/2017  | 日本          | 札幌 | 草1500 | OP   | 三葉草賞       | 54   | 李慕華   | 10   | 11   | 2    | 1:30.9  | Double Sharp      |
| 23/9/2017  | 日本          | 阪神 | 草1400 | OP   | 桔梗錦標       | 54   | 李慕華   | 11   | 11   | 1    | 1:21.7  | （燃亮心火）      |
| 4/11/2017  | 日本          | 東京 | 草1400 | GII  | 京王盃兩歲錦標 | 55   | 李慕華   | 1    | 11   | 1    | 1:21.9  | （Cassius）       |
| 17/12/2017 | 日本          | 阪神 | 草1600 | GI   | 朝日盃未來錦標 | 55   | 李慕華   | 3    | 16   | 3    | 1:33.9  | 野田優驥          |
| 14/4/2018  | 日本          | 阪神 | 草1600 | GIII | 雅靈頓盃       | 56   | 李慕華   | 6    | 13   | 1    | 1:33.4  | （Pax Americana） |
| 6/5/2018   | 日本          | 東京 | 草1600 | GI   | NHK一哩賽      | 57   | 李慕華   | 7    | 18   | 12   | 1:33.8  | 啟愛航海          |
| 24/11/2018 | 日本          | 東京 | 草1600 | OP   | 首都錦標       | 56   | 布宜學   | 9    | 14   | 2    | 1:32.6  | 意式美食          |
| 3/2/2019   | 日本          | 東京 | 草1600 | GIII | 東京新聞盃     | 57   | R李慕華  | 5    | 15   | 5    | 1:32.3  | 冠軍車手          |
| 11/5/2019  | 日本          | 東京 | 草1400 | GII  | 京王盃春季盃   | 56   | 連達文   | 9    | 15   | 1    | 1:19.4  | （米蘭機場）      |
| 16/6/2019  | 日本          | 函館 | 草1200 | GIII | 函館短途錦標   | 58   | 連達文   | 13   | 7    | 3    | 1:08.6  | 合成國王          |
| 25/8/2019  | 日本          | 札幌 | 草1200 | GIII | 堅蘭盃         | 58   | 李慕華   | 7    | 16   | 2    | 1:09.3  | 野田重擊          |
| 8/9/2019   | 日本          | 阪神 | 草1200 | GII  | 人馬錦標       | 57   | 李慕華   | 7    | 13   | 1    | 1:06.7  | （奇想家）        |
| 29/9/2019  | 日本          | 中山 | 草1200 | GI   | 短途馬錦標     | 57   | 李慕華   | 8    | 16   | 1    | 1:07.1  | （魔族閃焰）      |
| 7/3/2020   | 日本          | 中山 | 草1200 | GIII | 海洋錦標       | 58   | 李慕華   | 1    | 16   | 3    | 1:08.1  | 野田重擊          |
| 29/3/2020  | 日本          | 中京 | 草1200 | GI   | 高松宮紀念     | 57   | 福永祐一 | 9    | 18   | 12   | 1:09.8  | 魔族閃焰          |
| 16/5/2020  | 日本          | 東京 | 草1400 | GII  | 京王盃春季盃   | 58   | 李慕華   | 10   | 13   | 8    | 1:20.4  | 野田重擊          |
| 13/12/2020 | 香港          | 沙田 | 草1200 | GI   | 香港短途錦標   | 57   | 布宜學   | 6    | 14   | 13   | 1:10.16 | 野田重擊          |

## 退役後
退役後，倫敦塔成為了配種馬，於北海道日高町Darley Japan Stallion Complex休養，在2021年進行配種，配種費為150萬日圓，首批子嗣於2022年出生。首批子嗣可於2024年出賽。2024年11月2日，拼勝堡在京王盃兩歲錦標取勝，成為首匹勝出分級賽的子嗣。2025年5月11日，拼勝堡於NHK一哩賽取勝，成為首匹勝出一級賽的倫敦塔子嗣。

### 主要子嗣

#### 一級賽優勝子嗣
粗體字為一級賽
2022年生
- 拼勝堡（京王盃兩歲錦標、NHK一哩賽）

## 血統簡介
父系飛雲渡是美國出生的英國賽駒，生涯戰績優秀，於草地及泥地賽事均有表現，曾勝出一級賽女皇伊利沙伯二世錦標及育馬者盃經典大賽。祖父Elusive Quality為美國賽駒，生涯戰績不俗，曾勝出當地三級賽。
母系Snow Pine為英國出生的法國賽駒，生涯戰績不佳僅勝出兩場賽事。外祖父帶來吉利爲愛爾蘭出生的法國賽駒，生涯戰績優秀，曾勝出準則國際賽、雷鵬錦標、法國打吡及凱旋門大賽四項一級賽。

### 血統表
| 父線：Gone West系（淘金者系）            |                                |                    |                 |
| 種馬 飛雲渡 2005年（栗色）               | Elusive Quality 1993年（棗色） | Gone West          | 淘金者          |
| 種馬 飛雲渡 2005年（栗色）               | Elusive Quality 1993年（棗色） | Gone West          | Secrettame      |
| 種馬 飛雲渡 2005年（栗色）               | Elusive Quality 1993年（棗色） | Touch of Greatness | Hero's Honor    |
| 種馬 飛雲渡 2005年（栗色）               | Elusive Quality 1993年（棗色） | Touch of Greatness | Ivory Wind      |
| 種馬 飛雲渡 2005年（栗色）               | Ascutney 1994年（深棗色）      | Lord at War        | General         |
| 種馬 飛雲渡 2005年（栗色）               | Ascutney 1994年（深棗色）      | Lord at War        | Luna de Miel    |
| 種馬 飛雲渡 2005年（栗色）               | Ascutney 1994年（深棗色）      | Right Word         | Verbatim        |
| 種馬 飛雲渡 2005年（栗色）               | Ascutney 1994年（深棗色）      | Right Word         | Oratorio        |
| 繁殖雌馬 Snow Pie 2010年（灰色）         | 帶來吉利 2000年（灰色）        | Darshaan           | Shirley Heights |
| 繁殖雌馬 Snow Pie 2010年（灰色）         | 帶來吉利 2000年（灰色）        | Darshaan           | Delsy           |
| 繁殖雌馬 Snow Pie 2010年（灰色）         | 帶來吉利 2000年（灰色）        | Daltawa            | Miswaki         |
| 繁殖雌馬 Snow Pie 2010年（灰色）         | 帶來吉利 2000年（灰色）        | Daltawa            | Damana          |
| 繁殖雌馬 Snow Pie 2010年（灰色）         | Shinko Hermes 1993年（棗色）   | 鞍匠井             | 北地舞人        |
| 繁殖雌馬 Snow Pie 2010年（灰色）         | Shinko Hermes 1993年（棗色）   | 鞍匠井             | Fairy Bridge    |
| 繁殖雌馬 Snow Pie 2010年（灰色）         | Shinko Hermes 1993年（棗色）   | Doff the Derby     | Master Derby    |
| 繁殖雌馬 Snow Pie 2010年（灰色）         | Shinko Hermes 1993年（棗色）   | Doff the Derby     | Margarethen     |
| 雌系：Margarethen系（號族：4-n）         |                                |                    |                 |
| 五代內近親交配：北地舞人 5×4、淘金者 5×4 |                                |                    |                 |

## 命名由來
名字Tower of London（タワーオブロンドン）即是位於倫敦市中心泰晤士河北岸的倫敦塔。

## 外部連結
- 倫敦塔 netkeiba.com （页面存档备份，存于）
- 血統表